# 李登輝
李 登輝（り とうき、1923年〈大正12年〉1月15日 - 2020年〈民国109年〉7月30日、台湾語白話字: Lí Teng-hui、注音: ㄌㄧˇ ㄉㄥ ㄏㄨㄟ/拼音: Lǐ Dēng huī） は、中華民国（台湾）の政治家、農業経済学者、宣教師。第4代中華民国総統（7期途中昇格・8期・9期、1988年 - 2000年）。コーネル大学農業経済学博士、拓殖大学名誉博士。信仰する宗教は台湾基督長老教会。日本統治時代に使用していた名は岩里 政男（いわさと まさお）。台湾本省人初の中華民国総統で、「台湾民主化の父」と評価される。日本においては、親日家としても知られた。

## 概要
蔣経国を副総統として補佐し、その死後は後継者として中華民国の歴史上初めてとなる民選総統であり、なおかつ本省人出身者では初の総統となった。中華民国総統、中国国民党主席に就任し、台湾の本土化を推進した。
中華民国が掲げ続けてきた「反攻大陸」のスローガンを下ろし、中華人民共和国が中国大陸を有効に支配していることを認めると同時に、台湾・澎湖・金門・馬祖には中華民国という別の国家が存在すると主張した（二国論）。国共内戦の一方的な終結宣言により、内戦を口実にしてきた動員戡乱時期臨時条款の廃止で中華民国の民主化を実現し、国家統一綱領に基づいて中華人民共和国との統一交渉も開始しつつ、第三次台湾海峡危機では中華人民共和国の軍事的圧力に対して中華民国の独立を守った。
総統職と国民党主席を退任した後は、「台湾」と名前の付いた初の政党、台湾団結連盟を自ら中心となって結成し、台湾独立運動・泛緑連盟に影響を与え続けていた。

## 生い立ち

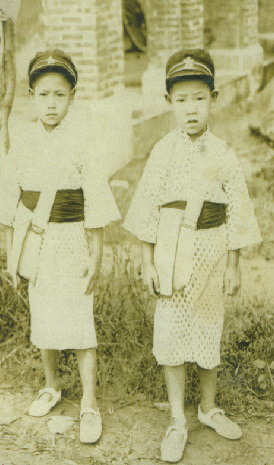
兄・李登欽との写真（1930年頃）

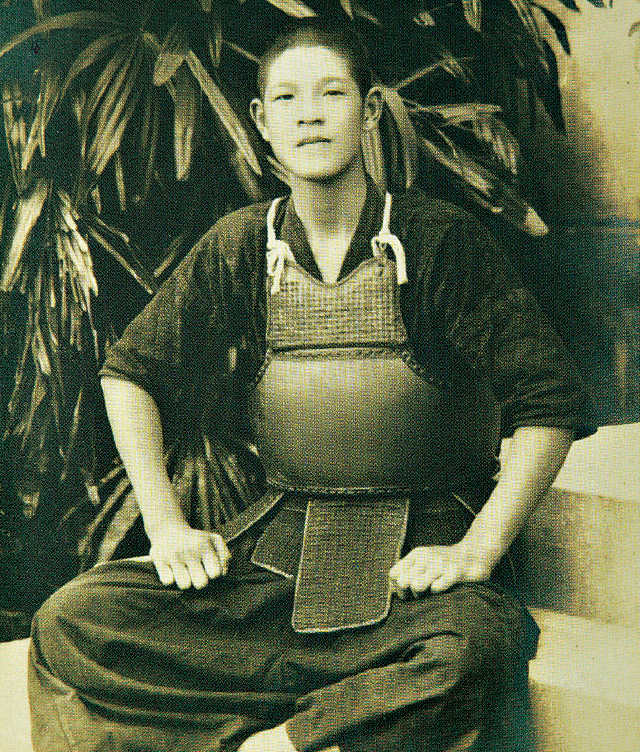
中学時代の李登輝

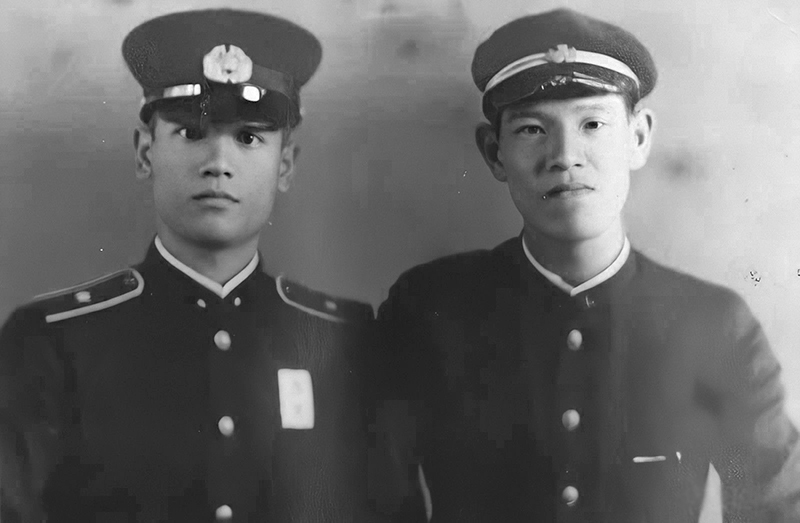
兄・李登欽(左)と李登輝(右)

台北州淡水郡三芝庄（現在の新北市三芝区）埔坪村の「源興居」で李金龍と江錦の次男として生まれる。
父・金龍は、警察補として植民地当局に出仕していた。2歳年上の兄李登欽（日本名：岩里武則）は、第二次世界大戦で志願兵となるがフィリピンの前線で行方不明となり、大日本帝国海軍二等機関兵（戦死後、「上等機関兵」）として戦死通知されている。異母弟の李炳男は、貿易業に従事した。
父方の李一族は現在の福建省永定から台湾へ移住してきた客家の系譜で、祖父の代にはアヘンの販売権を有しており、経済的に安定した家庭環境によって幼少の頃から教育環境に恵まれていた。なお、母方は閩南民系であるうえ、一族も移住後に現地コミュニティと融合していたことから、登輝自身に客家としてのアイデンティティはあまりなかった。
公学校に入学した登輝は、日本名「岩里政男」を通称として父から授けられた。父の転勤に伴い6歳から12歳まで汐止公学校、南港公学校、三芝公学校、淡水公学校と4度の転校を繰り返した。淡水公学校卒業後は私立台北国民中学（現在の大同高級中学）に入学したが、1年後の1938年に淡江中学校へ転校。淡江中学校では学業に専念し首席で卒業。卒業後は台北高等学校に合格。
当時の「内台共学」教育により登輝は生涯流暢な日本語を話し、後年行われた司馬遼太郎との対談においては「22歳（1945年）までは日本人だった」と語り、「難しいことは日本語で考える」と語るほどであった。戦前・戦中の日本の正統な学校教育を受け、自身の教養も日本の伝統的なそれにつながるものであったとも語っている。中華民国籍取得後も、訪日時には日本語を使用していた。

## 京都帝国大学時代
1942年9月、戦時の在学期間短縮措置により台北高等学校を卒業。同年10月、現地の台北帝国大学には現地人に対する入学制限から進学することがかなわず（一説には旅順工業大学を受験したが合格しなかったとも）、本土の京都帝国大学農学部農業経済学科に進学した。農業経済学を選択した理由として、本人によれば幼少時に小作人が苦しんでいる不公平な社会を目の当たりにしたことと、高校時代の歴史教師である塩見薫の影響によりマルクス主義の唯物史観の影響を受けたこと、農業問題は台湾の将来と密接な関係があると思ったことを理由として挙げている。大学時代は自ら「農業簿記」を学び、同時にマルクスや河上肇などの社会主義関連の書籍に親しんでいた。当時の登輝は、台湾よりも台湾人に門戸が開かれていた、満洲で卒業後に立身出世を目指すことを考えていた。

## 旧日本陸軍軍歴
1944年にほかの文科系学生と同じように学徒出陣により出征する。大阪師団に徴兵検査第一乙種合格（特別甲種幹部候補生）で入隊し、台湾に一時帰って基礎訓練を終えた後日本に戻り、その後千葉陸軍高射学校に見習士官として配属される。その直後の1945年3月10日、東京大空襲に遭遇。千葉の上空を通って東京方面に向かう米軍機に向けて高射砲を撃つ。爆撃で金属片が顔をかすめたが無事だった。
大空襲の翌日である3月11日、爆撃で戦死した小隊長に代わって被災地で救援を指揮。
その後、終戦を名古屋で迎え、直後の昇進によりいわゆるポツダム少尉となる。召集された際、日本人の上官から「お前どこへ行く？ 何の兵になるか？」と聞かれ、迷わず「歩兵にしてください」と言い、加えて「二等兵にしてください」とまで要求したところ、その上官から「どうしてそんなきついところへ行きたいのか」と笑われたという。

## 台湾大学時代

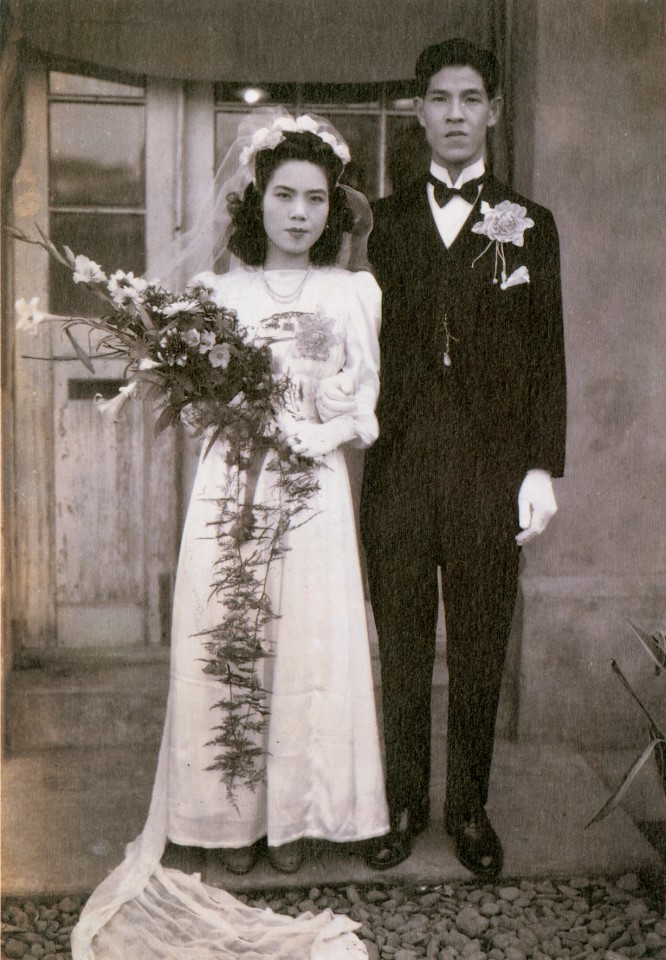
曽文恵と結婚

1945年8月15日の日本の敗戦とそれに伴う中華民国による台湾接収を受けて、中華民国籍となる。登輝は京大に復学して学業を継続するか悩んだ後、新生台湾建設に貢献すべく帰国を決意する。日本軍が台湾から撤退した後の1946年春に台湾へ帰り、同年夏に台湾大学農学部農業経済学科に編入学した。
呉克泰の証言では、登輝は、彼の要請を受けて、台湾に帰国後間もない1946年9月に中国共産党に入党。同年発生した米軍兵士による北京大学生強姦事件（沈崇事件）に抗議する反米デモや翌1947年の国民党による二・二八事件に反発する暴動などに参加した。二・二八事件では登輝は台湾人および日本人としての経歴から、この事件で粛清の対象になる可能性が高かったため、知人の蔵に匿われた。この頃の登輝については、複数の証言があるが、共産党員としての活動期間は概ね2年間とされる。このことに関して、共産党員になるには党組織による観察が一年以上必要なので、台湾に引き揚げてから二・二八事件が発生するまでに共産党員になるのは不可能だとする意見もあり、李登輝本人は回顧録で共産党に所属していたことを認めてはいるものの、「台湾のいわゆる大陸よりのメディアである『中国時報』が、過去、李登輝が共産党に二回入党し、二回脱退したという虚報を流したことがある。共産党のような恐ろしい組織に入って無事に出てこられるはずがない。全くの事実無根である」と述べ、共産党に2回入党したとする所謂「二進二出」を主張する呉克泰の見解を全面的に否定している。また、当時毛沢東が唱えていた新民主主義を研究していた新民主同志會に所属して後にこの組織が共産党に引き継がれてから「離党」したので「入党」ではないと疑惑を否定した。
2002年に行われたインタビューで、登輝自身がかつて共産主義者であったことは認めた。登輝は同インタビューの中で、「共産主義理論をよく理解しており、共産主義は失敗する運命にあることを知っているので、共産主義には長い間反対していた」と述べた。さらに自身の国民党への強い憎悪のために共産主義に傾倒したとも述べている。
1948年に農学士の称号を得る。1949年8月、台湾大学を卒業し、同大学農学部の助手として採用された。同年2月には、淡水の地主の娘であり、台北第二女子中学（日本統治時代は台北第三高女と称し現在は台北市立中山女子高級中学）の曽文恵と見合いにより結婚。なお、1949年は国共内戦での中華民国軍の敗北が明らかとなり蔣介石政権が台湾に逃れてきた時期にあたり、5月19日には戒厳令が台湾全域に施行され、登輝も9月に台湾省警備総司令部による検挙を受けた。

## アメリカ留学時代
1950年に長男李憲文をもうけ、1952年に中美（米）基金奨学金を獲得しアメリカに留学、アイオワ州立大学で農業経済学を研究した。1953年に修士学位を獲得して帰国、台湾省農林庁技正（技師）兼農業経済分析係長に就任する傍ら、台湾大学の講師として勤務することになった。
その後1957年に中国農業復興聯合委員会（農復会）に就職、研究職としての職歴を重ねた。同時に台湾大学助教授を兼任した。1961年にキリスト教に入信する。

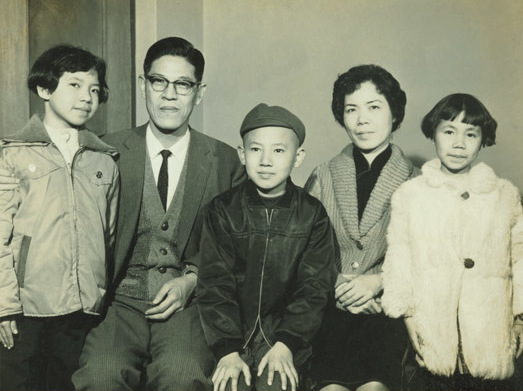
家族写真（1964年）

1965年、ロックフェラー財団及びコーネル大学の奨学金を得てコーネル大学に留学する。同大学では農業経済学を専攻する。1968年5月にPh.D.（農業経済学専攻）を取得。その博士論文 Intersectional Capital Flows in the Economic Development of Taiwan, 1895-1960 （1895年から1960年の台湾の経済発展におけるセクター間の資本の流れ）は全米農業経済学科賞を受賞し、1971年にコーネル大学出版社から出版されている。博士号を受けて1968年7月に台湾に帰国、台湾大学教授兼農復会技正（技師）に就任した。
この当時42歳で、留学生の間では最年長だった彼は、週末になると若い学生を自宅に招き、ステーキをふるまうことが多かった。そのため、当時のあだ名が「牛排李」（ビーフステーキの李）だったというエピソードがある。このころ彼の家に招待されていた者の中に、後に蔣経国暗殺未遂事件を起こす黄文雄・鄭自才がおり、このことが後述するタイへの出国不許可につながることになる。

## 政界進出
1969年6月、登輝は憲兵に連行されて警備総司令部の取調べを受ける。最初の取調べは17時間にも及びその後1週間拘束された。この経験から李登輝は台湾人を白色テロの恐怖から救うことを決心したと後年述べている。このとき、彼の経歴を洗いざらい調べた警官に｢お前みたいな奴なんか蔣経国しか使わない｣と罵られたという。1970年、国際連合開発計画の招待によりタイ・バンコクで農業問題の講演を依頼されたが、同年4月に蔣介石の息子で当時行政院副院長の役職にあった蔣経国の暗殺未遂事件が発生し、犯人の黄文雄とアメリカ留学時代に交流があったため政府は「観察中」との理由で出国を認めなかった。
この時期農復会の上司であった沈宗瀚と徐慶鐘、または蒋経国側近の王昇・李煥の推挙により、1971年8月（または1970年）に専門家として蔣経国に農業問題に関する報告を行う機会を得て、その知遇を得ることになった。そして蔣経国により国民党への入党を勧誘され、同年10月、経済学者の王作栄の紹介により国民党に入党している。
行政院長に就任した蔣経国は本省人エリートの登用を積極的に行い、登輝は無任所大臣に当たる政務委員として入閣した。この時49歳であり、当時最年少での入閣であった。以降6年間、農業専門の行政院政務委員として活動した。

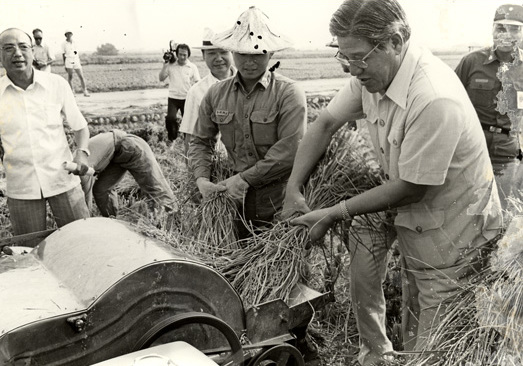
共同で収穫作業をする李登輝（1980年）

その後1978年、蔣経国により台北市長に任命される。市長としては「台北芸術祭」に力を入れた。また、水不足問題の解決等に尽力し、台北の水瓶である翡翠ダムの建設を行った。さらに1981年には台湾省政府主席に任命される。省主席としては「八万農業大軍」を提唱し、農業の発展と稲作転作などの政策を推進した。この間の登輝は、派閥にも属さず権力闘争とも無縁で、蒋経国を始めとする上司や政府中枢の年配者の忠実な部下に徹した。
1984年、蔣経国により副総統候補に指名され、第1回国民大会第7回会議で行われた選挙の結果、第7期中華民国副総統に就任した。蔣経国が登輝を副総統に抜擢したことについて登輝自身は「私は蔣経国の副総統であるが、彼が計画的に私を後継者として選んだのかどうかは、本当に知らない。しかし、私は結局彼の後を引き継いだのであり、これこそは歴史の偶然なのである。」と語っている。1982年に長男の憲文を上咽頭癌により32歳の若さで喪う不孝に見舞われているが、その子・坤儀も女児であり、李家を継ぐ男児がいなくなったことから、蒋経国の警戒を解き、側近中の側近といわれていながらも左遷された王昇らとの明暗を分けたともいわれる。

## 中華民国総統として

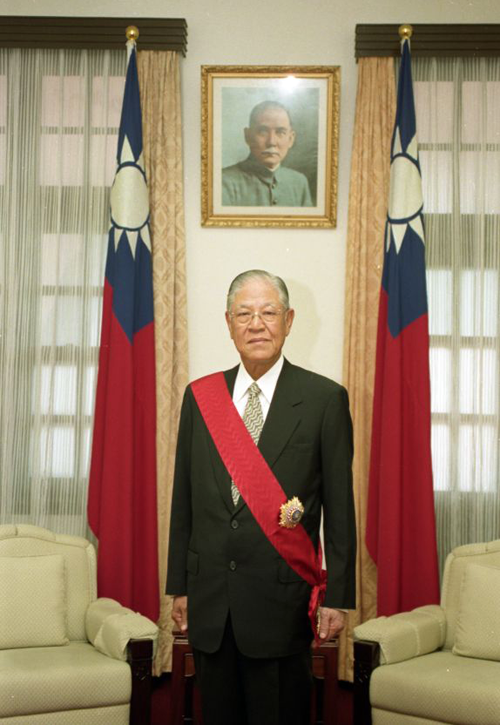
総統に就任した李登輝（1988年）

### 継承第7期総統（1988年 - 1990年）
1988年1月13日、蔣経国が死去。蔣経国は臨終の間際に登輝を呼び出したが、秘書の取次ミスにより、臨終には立ち会えなかった。任期中に総統が死去すると副総統が継承するとする中華民国憲法第49条の規定により、登輝が総統に就任する。国民党主席代行に就任することに対しては蔣介石の妻・宋美齢が躊躇し主席代行選出の延期を要請したが、当時若手党員だった宋楚瑜が早期選出を促す発言をしたこともあり主席代行に就任する。7月には第13回国民党全国代表大会で正式に党主席に就任した。
しかし登輝の政権基盤は確固としたものではなく、李煥・郝柏村・兪国華ら党内保守派がそれぞれ党・軍・政府（行政院）の実権を掌握していた。この後、登輝はこれらの実力者を牽制しつつ、微妙なバランスの中で政権運営を行っていった。
1989年には党秘書長の李煥と行政院長の兪国華を争わせて兪を追い落とし、その後釜に李煥を就任させた。この時、後任の秘書長に登輝の国民党主席就任を支持した宋楚瑜を据えた。

### 第8期総統（1990年 - 1996年）

#### 「万年国会」解消
1990年5月に登輝の代理総統の任期が切れるため、総統選挙が行われることになった。党の中央常務委により1月31日に登輝を党推薦の総統候補にすることが決定され、登輝が誰を副総統候補に指名するか注目されたが、登輝が2月に指名したのは、李煥などの実力者でなく総統府秘書長の李元簇だった。これに反発した党内元老らは党推薦候補を確定する臨時中央委員会全体会議で決定を覆すことを画策し、これに李煥・郝柏村らも同調した。反李登輝派は、投票方式を当日に従来の「起立方式」から「無記名投票方式」へ変更したうえで造反した人物を特定されずに正副総統候補の選任案を否決しようとしたが、李登輝派がこの動きを察知してマスコミにリークして牽制、登輝は李元簇とともに党の推薦を受けることに成功した。その後も反李登輝派は、台北市長・台湾省主席で登輝の前任者でもあった本省人の林洋港を総裁候補に、蒋経国の義弟である蒋緯国を副総統候補に擁立し、国民大会で争う構えを見せた（このときの総裁選挙は、国民大会代表による間接選挙方式であった）。かつて登輝を支持した趙少康ら党内改革派も「李登輝独裁」を批判したが、政治改革を支持する世論に支えられた登輝は票を固め、党内元老の調停の結果、林洋港・蒋緯国いずれも不出馬を表明した。一連の「2月政争」を制した登輝は党内地位を確固たるものとし、3月21日の国民大会において信任投票により登輝と李元簇が総統・副総統にそれぞれ選出された。
同時期、台湾では民主化運動が活発化しており、国民政府台湾移転後一度も改選されることのなかった民意代表機関である国民大会代表及び立法委員退職と全面改選を求める声が強まっていた。1989年に国民大会で、台湾への撤退前に大陸で選出されて以来居座り続ける、「万年議員」の自主退職条例を可決させていたが、1990年3月16日、退職と引き換えに高額の退職金や年金を要求する国民大会の万年議員への反発から、「三月学運」が発生した。登輝は学生運動の代表者や民主進歩党（民進党）の黄信介主席らと会談し、彼らが要求した国是会議の開催と憲法改正への努力を約束した。第8代総統に就任した当日の5月20日には、「早期に動員戡乱時期を終結させる」と言明し、1979年の美麗島事件で反乱罪に問われた民主活動家や弁護士など、政治犯への特赦や公民権回復を実施した。
6月に朝野の各党派の代表者を招き「国是会議」が開催され、各界の憲政改革に対する意見を求めた。国是会議の議論に基づいて、1991年5月1日をもって動員戡乱時期臨時条款は廃止され（戒厳体制の完全解除）、中華民国憲法増修条文により初めて中華民国憲法を改正した。これにより国民大会と立法院の解散を決定し、この2つの民意代表機関の改選を実施することになった。これによって、「万年議員」は全員退職し、同年12月に国民大会、翌1992年12月に立法議員の全面改選が行われ「万年国会」問題は解決された。

#### 総統直接民選

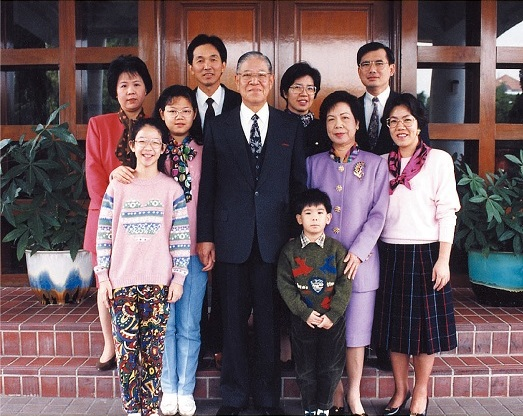
家族写真（1992年撮影）

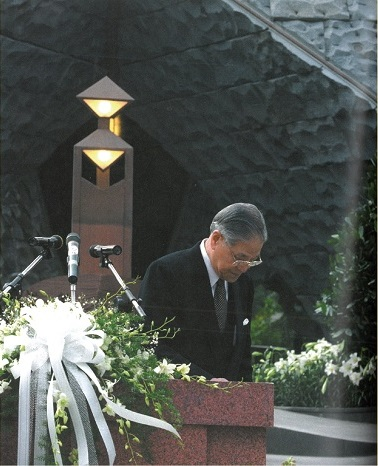
二・二八事件紀念碑の落成式典で頭を垂れる李登輝（1995年）

1991年6月、登輝は対立が決定的になった李煥に代わって郝柏村を行政院長に指名した。郝も先の総統選挙では「李登輝おろし」に関わっており、台湾世論では驚きをもって受け止められ、民進党や改革派は三軍に絶大な影響力を持つ実力者の指名を「軍人の政治干渉」として反発した。当時登輝は治安回復などを郝指名の理由としたが、真の狙いは「国民党の支配下にあった軍を国家のものにすること」にあった。実際、登輝はシビリアン・コントロール（文民統制）の原則に従って郝を国軍から退役させたため、郝の国軍に対する影響力が弱まり、国軍の主導権も登輝が握ることになる。その後、登輝と事実上の共闘関係を結んでいた民進党が郝を攻撃し、離間により李煥と連携できない郝は守旧派をまとめられずに1993年に総辞職に追い込まれた。登輝は後任の行政院長に側近の連戦を据え、行政院の主導権も握った。
権力を掌握した登輝は、より一層の民主化を推進していくことになる。1992年には「陰謀犯」による内乱罪を規定していた刑法100条を立法院で修正させて、「台湾独立」などの主張を公にすることを可能にし、その後海外にいた独立活動家らも無罪にされた。
この民主化は「静かな革命」と呼ばれ、李登輝は「民主先生（ミスター・デモクラシー）」とも呼ばれた。李登輝は司馬遼太郎との対談で、「夜ろくろく寝ることができなかった。子孫をそういう目に二度と遭わせたくない」と述べており、台湾人を苦しめた法律、組織を次々と廃止、蔣介石の残党を巧みに追放し、野党の民進党を育て、民主化を進めた。
1994年3月31日に発生した千島湖事件について、「中国共産党の行為は強盗と同じだ。人民はこんな政府をもっと早く唾棄すべきだった」「（事件について穏便に言った方がよいという意見に対して）こんなときはガツンとやるに限るんだ。そうすると中国人はおとなしくなる。下手に出るとつけあがるよ。日本は中国に遠慮して、つけあがらせてばかりじゃないか」と述べており、土匪という激烈な言葉で中国を激しく批判したことから、台湾で波紋を呼び、中国からの武力攻撃を心配する声もあったが、その後、中国の李鵬国務院総理が陳謝し、哀悼の言葉を述べている。
1994年7月、台湾省・台北市・高雄市での首長選挙を決定し、同年12月に選挙が実施された。さらに登輝は総統直接選挙の実現に向けて行動した。しかし国民党が提出した総統選挙草案は、有権者が選出する代理人が総統を選出するというアメリカ方式の間接選挙を提案するものであった。それでも登輝はフランス方式の直接選挙を主張し、1994年7月に開催された国民大会において、第9期総統より直接選挙を実施することが賛成多数で決定された。同時に総統の「1期4年・連続2期」の制限を付し独裁政権の発生を防止する規定を定めた。

### 第9期総統（1996年 - 2000年）

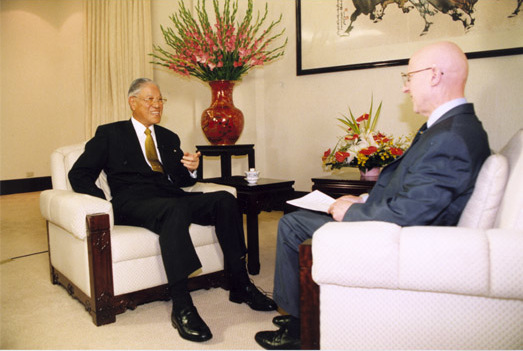
ドイチェ・ヴェレの取材を受ける李登輝（1999年）

1996年、初めての総統直接選挙が実施される。この選挙に際して中華人民共和国は台湾の独立を推進するものと反発し、総統選挙に合わせて「海峡九六一」と称される軍事演習を実施、ミサイル発射実験をおこなった。アメリカは2隻の航空母艦を台湾海峡に派遣して中国を牽制し、両岸の緊張度が一気に高まった（第三次台湾海峡危機）。北京政府の意図に反して、これらの圧力は却って台湾への国際的な同情と登輝への台湾国民の支持を誘う結果となり、登輝は54.0%の得票率で当選して台湾史上初の民選総統として第9期総統に就任した。「民主の大いなる門が、たった今、台湾・澎湖・金門・馬祖地区で開かれた」と声明を読み上げた後、「三民主義万歳、中華民国万歳、台湾人民万歳」と締めくくって大歓声を浴びた登輝は、政治家としての絶頂期を迎える。
総統に再任後は行政改革を進めた。1996年12月に「国家発展会議」（国是会議から改称）を開催したが、この会議の議論に基づいて1997年に憲法を改正し、台湾省を凍結（地方政府としての機能を停止）することが決定された。これによって台湾省政府は事実上廃止となった。
2000年の総統選挙では自身の後継者として副総統の連戦を推薦して選挙支援を行なうが、この選挙では国民党を離党した宋楚瑜が総統選に参加したことから、国民党票が分裂、最終的には民進党候補の陳水扁が当選し、第10期中華民国総統に就任した。これにより台湾に平和的な政権移譲を実現したが、野党に転落した国民党内部からは登輝の党首辞任を求める声が高まり、2000年3月に国民党主席職を辞任した。

### 外交・両岸関係
外交においては、蒋経国政権末期の路線を引き継ぐ形で、従来の「中華民国は中国全土を代表する政府」という建前から脱却し、「務實外交」と呼ばれる現実的な外交を展開。正式な国交がない諸国にも積極的に訪問した。
1989年にはシンガポールを訪問して蒋経国の盟友であったリー・クアンユー首相と会見するが、この際シンガポール側が李登輝を「中華民国総統」ではなく「台湾から来た総統」という呼称を用いたものの、登輝は「不満だがその呼称を受け入れる」と表明した。香港で行われた中台のオリンピック委員会トップによる協議で台湾のスポーツ団体の中国語名称を「中華台北」とすることで合意した。また、1990年にGATTには「中華民国」ではなく「台湾・澎湖・金門・馬祖個別関税領域」の呼称で加盟し、北京で行われた1990年アジア競技大会に1970年バンコク大会以来20年ぶりに参加し、両岸のスポーツ直接交流が始まった。1991年にはAPECにも「中華台北」の呼称で加盟している。
両岸問題では、1991年に「中国大陸と台湾は均しく中国であり、一つの中国の原則に基づいて敵対状態を解除して統一に向けて協力する」と定めた国家統一綱領を掲げ、密使を通じて大陸の曽慶紅らと接触して窓口機関の海峡交流基金会を設置してシンガポールで辜汪会談を実現させるなど当初は中台統一に積極的だった。1993年にはそれまで香港とマカオを介した間接貿易のみだった大陸への直接投資を解禁した。
しかし、動員戡乱時期を終結させて以来、北京政府は登輝のことを「隠れ台独派」とみなしており、登輝自身も後述する二国論を「いつかは言わねばならないと機会をうかがっていた」と回想する。リー・クアンユーとは蜜月関係にあったが、1994年9月にリーから「台湾は中国の一部で、何十年かかろうとも将来は統一に向かわねばならない」と水を向けられたのをきっかけに登輝が態度を硬化し、両者の交流は途絶えた。
1995年に登輝が訪米を実現して中華民国のプレゼンスを国際社会にアピールすると、北京政府は露骨な強硬姿勢をとるようになった。1996年に総統に再選された後は登輝の武力行使放棄提案（李六条、李六点）を拒絶した大陸の江沢民政権の「文攻武嚇」（李登輝を批判し、武力を以て威嚇する路線）によって台湾海峡ミサイル危機が起き、登輝は「台湾独立」を意識した発言を強めていくことになる。1999年7月、ドイツの放送局ドイチェ・ヴェレのインタビュー中で両岸関係を「特殊な国と国の関係」と表現、二国論を展開した。この発言には、10月1日の国慶節で「一国二制度」を前面に打ち出して台湾との統一交渉を開始しようとする北京政府を牽制する意図があった。同年12月にも、アメリカの外交専門雑誌『フォーリン・アフェアーズ』の論文で「台湾は主権国家だ」と記述し、台湾独立を強く意識する主張を行った。
2013年5月、李登輝は台湾人のルーツをたどれば中国大陸からの移民が多いとしつつも、「私がはっきりさせておきたいのは、『台湾は中国の一部』とする中国の論法は成り立たないということだ。四百年の歴史のなかで、台湾は六つの異なる政府によって統治された。もし台湾が清国によって統治されていた時代があることを理由に『中国（中華人民共和国）の一部』とされるならば、かつて台湾を領有したオランダやスペイン、日本にもそういう言い方が許されることになる。いかに中国の論法が暴論であるかがわかるだろう。もっといおう。たしかに台湾には中国からの移民者が多いが、アメリカ国民の多くも最初のころはイギリスから渡ってきた。しかし今日、『アメリカはイギリスの一部』などと言い出す人はいない。台湾と中国の関係もこれと同じである」と述べている。

### 経済
李登輝は12年間の総統時代に力を注いだのは、農業の発展で生まれた過剰資本と過剰労働力を使用して中小工業を育成するという「資源配分」であり、そのやり方は日本の発展が偉大な教師であり、日本と台湾が歩んできた経済発展の道は、外国資本と技術を当てにした「北京コンセンサス」とも、規制緩和と国有企業の民営化と財政支出の抑制を柱にした「ワシントン・コンセンサス」とも異なる方法であったと回顧している。

## 総統退任後

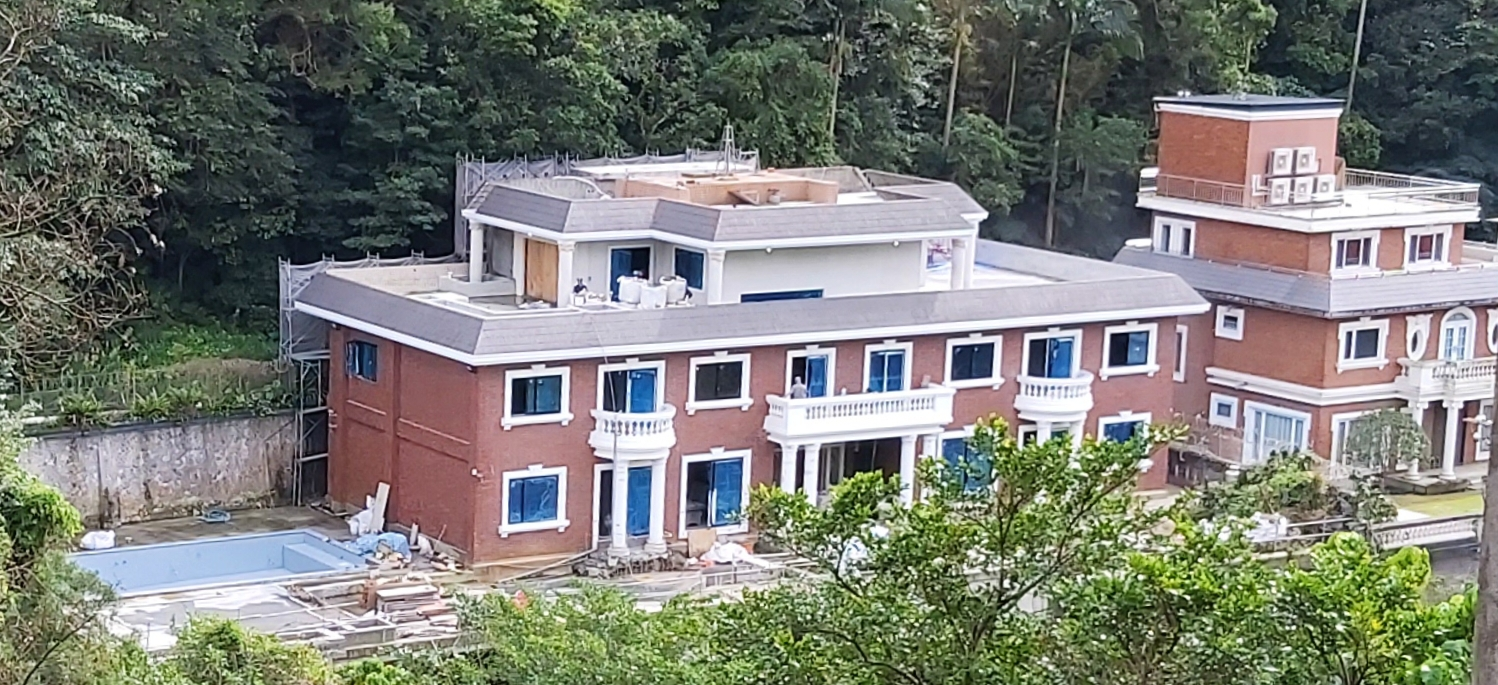
李登輝が晚年に住処とした翠山荘（2025年）

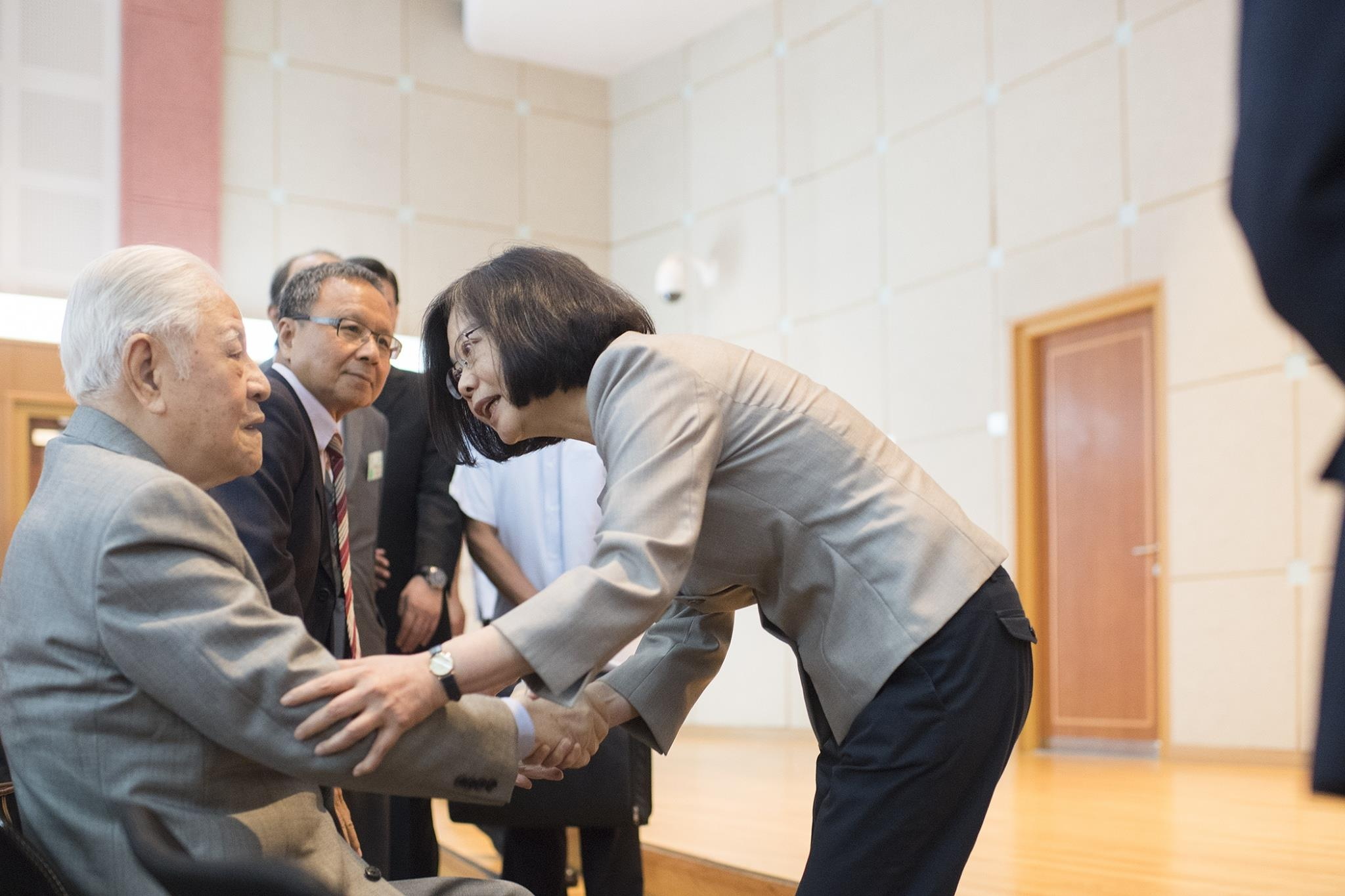
中華民国総統の蔡英文と（2016年）

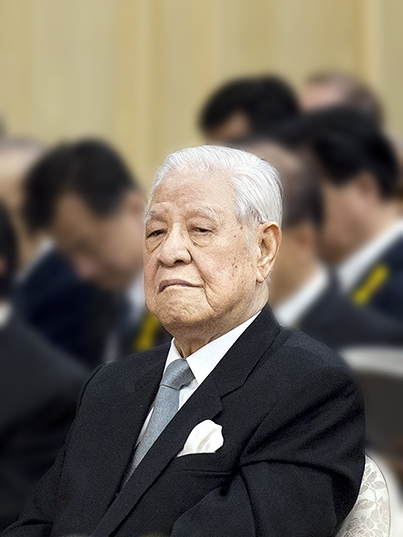
晩年の李登輝（2017年）

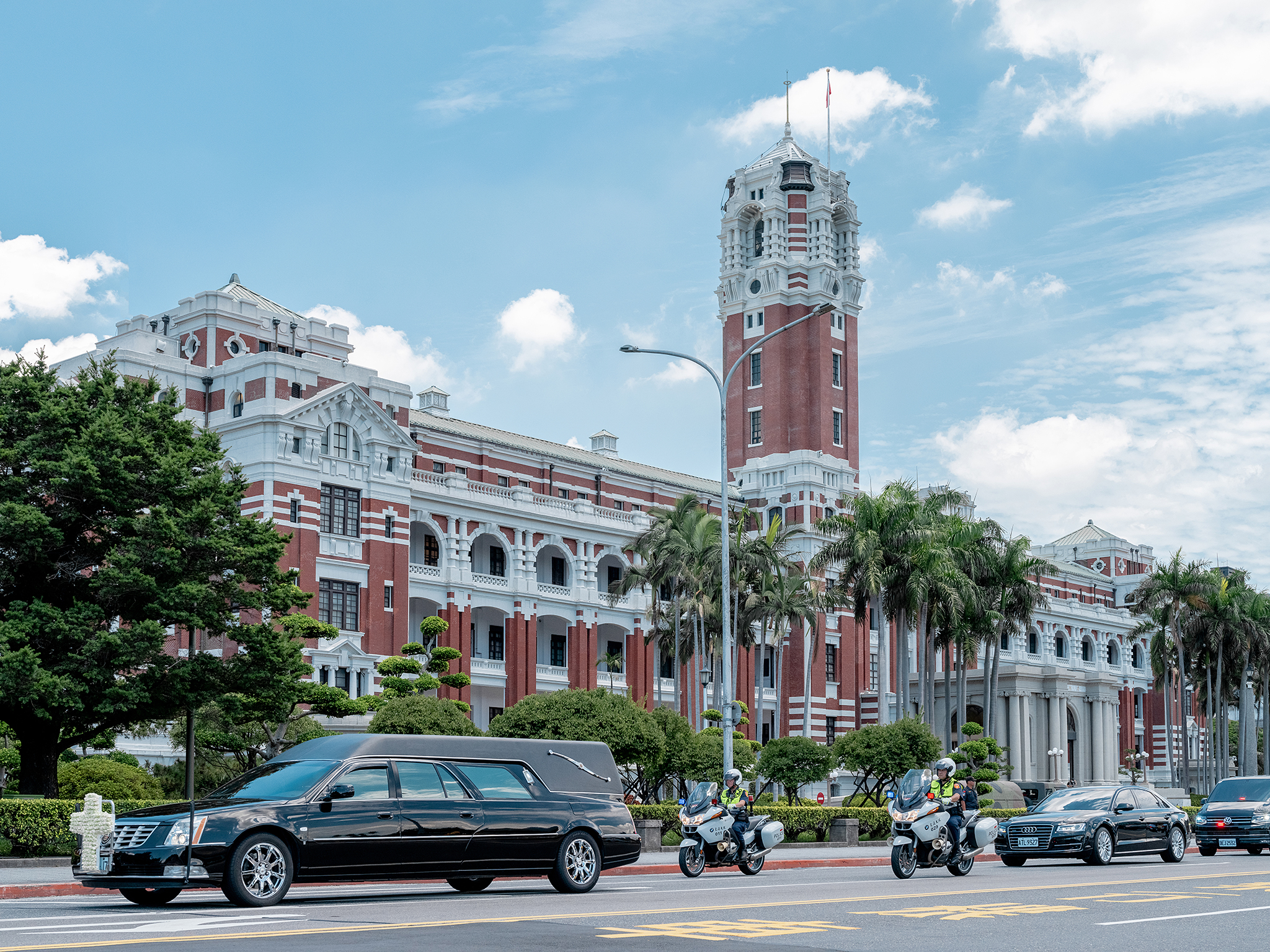
病院から総統府前を経由して火葬場に向かう車列。（2020年8月14日）

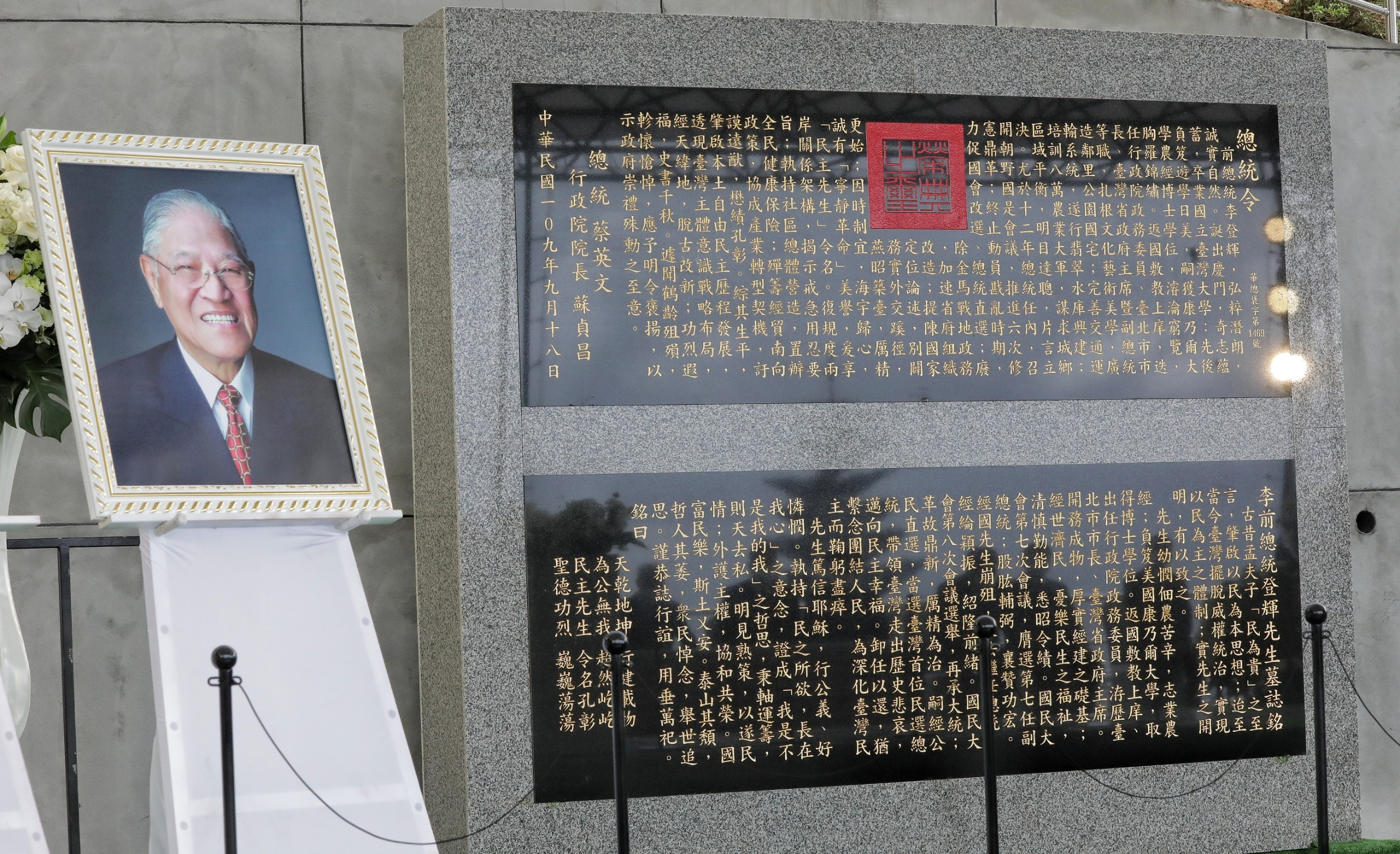
墓碑

総統職を退いた後は台湾独立の立場を明確にした。「中華民国は国際社会で既に存在しておらず、台湾は速やかに正名を定めるべき」と主張する台湾正名運動で総召集人を務め、2001年7月には国民党内の本土派と台湾独立活動家と共に「台湾団結連盟」を結成した。形式上では既に政界を引退していたものの、独立運動の精神的な指導者と目されるようになる。このため同年9月21日に国民党中央考核紀律委員会により、反党行為を理由に党籍剥奪の処分を受けた。国民党を離れたため、その後は台湾独立派と見られる民進党と関係を深めていく。2003年9月には「もはや中華民国は存在しない」と発言して台湾独立への意思を鮮明にした。2004年の総統選挙では、選挙運動中の同年2月28日、台湾島の南北約500kmを約200万人の市民が手をつないで「人間の鎖」を形成する台湾独立デモを主催するなど、民進党候補の陳水扁を側面支援した。
しかし次第に陳水扁を批判するようになり、民進党とも距離を置くようになる。2007年1月には、メディアのインタビューを受けた際に、“私は台湾独立とは一度も言ったことがない”と発言して、転向かとメディアに騒がれる出来事もあったが、台湾の声によれば、インタビュー本文には「台湾は既に独立した国家だから、いまさら独立する必要はない。民進党は政治利用に独立を持ち出すのは控えるべき」と発言したことが明記されている。
2008年の総統選挙ではなかなか民進党の総統候補である謝長廷の支持表明をせず、しびれを切らした後援会が勝手に支持を表明する事態が発生したが、2008年3月の選挙直前に謝を「台湾が主権国家であるとはっきり言える人物」として支持表明。しかし、国民党総統候補馬英九の当選後は産経新聞のインタビューに対し、馬に協力する意向を示した。
地位によって政治的主張が異なる人物のため、台湾国内では「台湾独立を諦めていないが、駆け引き上手な現実主義者」というイメージが強いとされる。
2011年6月、9期目在任中の1997年から退任する2000年までの間に国家安全局の裏帳簿から自身の創立したシンクタンク「台湾総合研究院」へ、780万米ドル（6億2700万円）を運営資金として流しまた一部を着服した公金横領とマネーローンダリングの罪で、中華民国最高検察庁に起訴された。2013年11月15日、台北地方法院で無罪判決が言い渡された。
台湾第四原子力発電所について、2013年4月に李登輝ははっきりと核四の住民投票に行くことはないと表明し、「もし原子力発電を維持できなければ、台湾の未来はどこへ行くのか？ 風力や太陽エネルギーでエネルギー源を置き換えようとするのならば、これらの代替エネルギーは「コントロールする術が無く」、不安定過ぎて台湾の電力需給に応えられない」、「原子力発電方式は改変すべきであり」と語り、人民の台湾電力および政府に対する信頼の欠如に至っては、「台湾電力は民間に開放すべきで、例えば6社の民営電力会社に分割して小規模で進めれば、このように大きな問題は発生することはあり得ない」と主張した。
2012年4月から、「生命之旅」と称して台湾各地を視察する旅に出ている。どんな姿であれ、最後は玉山（旧称・新高山）で終わりたいという胸の内を周囲に語っている。
2013年12月、台湾で同性婚を容認する多元成家法案に対し、「私はキリスト教徒だ。聖書に何と書かれているか見てみるべきだ」と発言し、反対の立場を表明した。2016年12月には「我々の社会は自由があるだろう。男女は自由だし、どう自由にしても構わないが、家庭が必要なら子供を産むのも必要だという関係だ。家族の継続は十分に維持されなければならず、宗教上私の立場ではどうしても同意しない」と語った。
2016年7月30日、石垣島を訪問し、台湾農業者入植顕頌碑などを参観し、日台交流について講演した。訪問の際に食べた石垣牛の美味しさに感動し、台湾和牛の産業化を研究し始め、陽明山擎天崗で戦前移入された但馬牛（見島牛とも）の末裔の牛を購入し、若い頃働いていた花蓮の牧場施設を借り育成事業を開始。初めて繁殖に成功した仔牛を「源興牛」と名付けた。
2020年2月、自宅で牛乳が気管に入ったことで誤嚥性肺炎となり入院。7月に入って体調が急激に悪化。同月29日には蔡英文総統、頼清徳副総統、蘇貞昌行政院長らが見舞いに訪れた。翌30日19時24分頃、入院先の台北栄民総医院で死去。97歳だった。

2020年10月7日に、告別追悼礼拝を新北市淡水の真理大学大礼拝堂で行い、その後、国軍管轄施設である国軍示範公墓内の「特勲区」に遺骨を埋葬された。

## 人物像
司馬遼太郎や小林よしのりとの対談でも時間を忘れるほど熱心に語る雄弁家である。新婚時代、新妻に対しても遠慮なく農業政策を語り続けたため、農業には無知だった夫人も話を合わせるために農業を勉強したという。
李登輝は中国の政治家を全面否定するわけではなく、胡錦濤やその後続世代の習近平、李克強を「地方で鍛えられた優秀な政治家」と高く評価し、日本の政治家を「東京や法律でしかものを考えられない人ばかり」と批判していた。

### 文学・思想
中学・高校時代に鈴木大拙・阿部次郎・倉田百三・夏目漱石らの日本の思想家や文学者の本に触れ、日本の思想から影響を受ける。また、日本の古典にも通じており、『古事記』・『源氏物語』・『枕草子』・『平家物語』などを読む。宗教に関しては、キリスト教長老派を信奉した。また、台湾総督府民政長官を務めた後藤新平を「台湾発展の立役者」として高く評価していた。
ちなみに、若手育成のために開いた「李登輝学校」の卒業生らが、李登輝が漫画『魁!!男塾』の登場人物の江田島平八に似ているということで、PR向けに江田島平八のコスプレを行ったことがある。これについて、主に国民党議員から「日本びいきだ」、「植民地支配肯定」などとの批判が起きた。
熱心なキリスト教徒で、総統退任後は「山地に入りキリスト教の布教をしたい」と語っていたが、さらなる民主化のため「台湾団結同盟」を自ら主導して創立した。また、『旧約聖書』の「出エジプト記」についてよく話していた。

### 言語
台湾の同世代に顕著なことだが、かつて政府の要職を経験していながら一番得意とされる言語は日本語といわれる。それについで台湾語、英語となり、一番苦手なのは北京語で、非常に台湾訛りが強い。北京語で質問されると、それを日本語に訳して意味を理解し、日本語で回答を考えてから北京語に訳すという、日本人と同様のプロセスで返答していたことから、外省人の記者たちからは「李登輝の北京語は、どうしてあんなにめちゃくちゃなのか」と言われていた。この不得手さを逆手にとって、宋美齢の側近に「宋美齢の北京語は浙江訛りが強いため、今後用件は文書で送付するように」と要請、発言を記録化し宋美齢の権力を失墜させた。
上記のように、日本文学を多く読み、岩波文庫の蔵書数を誇ったり、日本のオピニオン雑誌『中央公論』『文藝春秋』を愛読するなど、情報処理や思考の面で多く日本語が介在したとされる。そのため、記者会見など公の場でも特定の単語を日本で使用される呼称をそのまま現地語で発音することがあり、台湾では「波斯（ペルシア）湾戦争」と表記される湾岸戦争を「湾岸戦争」のまま中国語読みしていた例も確認されている。文恵夫人を日本語読みで「フミエ」と呼ぶこともある。
なお、娘たちの学習は自由意志に委ねており、2人とも本格的な日本語教育を受けず英米に進学した。

### 否定的な評価
康定級フリゲートの購入や党の資金を使った投資プロジェクトからのキックバックなど、金銭をめぐる疑惑が少なからずあった。自身の影響力を維持するため党内に金をばら撒いたり、選挙で優位に立つため暴力団を頼ったりした事もあったとされる。これらの裏金は国外への工作にも使用され、国交維持を目的として南アフリカ共和国に巨額な資金提供が行われたほか、日本の橋本龍太郎、アメリカのカート・キャンベルやポール・ウォルフォウィッツなどがロビー活動の対象として挙げられている。
2000年の総統選挙では、ともに改革に取り組み党内で辣腕を振るった宋楚瑜を排し、与し易い連戦の擁立に固執した。宋楚瑜は無所属で立候補して連戦と票を食い合い、民進党の陳水扁を利することとなった。結果政権交代となり、後に登輝自身も党主席辞任を余儀なくされた。その後の登輝は国民党批判を公然と行い、その変節ぶりと政治関与の継続は批判の的となった。
皇民化教育を受け旧日本軍に従軍した経験、靖国神社を参拝するなど台湾人でありながらも日本人としてのアイデンティティを持った彼は同じ台湾の人間からも批判される。また本省人アイデンティティに傾倒し他のエスニックグループから反感を買った。
台湾原住民タイヤル族の立法院議員である高金素梅は「帝国国民として生きた人はアイデンティティ、歴史、文化の深刻な矛盾を抱えている。死ぬまで気づかない人、それを誇りに思う人、植民地支配に向き合う人がいる。原住民は向き合い文化の復興をしているが李登輝は皇国史観のままである。韓国の大統領であった盧泰愚は朝鮮人軍人の名簿を探し彼らが軍国主義の礼賛に使用されている事を明らかにした。李登輝は日本保守の駒であり台湾にとっての悲劇だ。」と反軍国主義の立場で彼を批判した。

### 家族
- 妻 - 曾文惠（中国語版）（1949年結婚)
- 長男 - 李憲文（1982年死去）
  - 孫娘 - 李坤儀([95])
- 長女 - 李安娜
- 次女 - 李安妮（中国語版）

## 日本との関係

### 言動
親日の政治家・言論人として知られる。産経新聞連載「李登輝秘録」の取材で、同紙記者が台北郊外の李登輝宅を訪れたとき、李登輝は右手を首まで水平に持ち上げ、「僕はここまで、22歳まで日本人だったんだ」と発言している。 日本の親台派からは、その親日ぶりが高く評価されている。先述（文学・思想）のように、日本の漫画の登場人物江田島平八のコスプレをするなど、日本のエンターテインメントにも関心を寄せている。
李登輝は、日本統治時代に台湾人が学んで純粋培養されたのは、「勇気」「誠実」「勤勉」「奉公」「自己犠牲」「責任感」「遵法」「清潔」といった「日本精神」であり、国共内戦後に中国大陸から来た国民党は、自分たちが持ち合わせていない価値観だったので、「日本精神」を台湾人の持ち合わせている気質だと定義して、これらの言葉が広まり、台湾に浸透した「日本精神」があったからこそ、台湾は中国文化に吞み込まれずに近代社会を確立できたのであり、台湾人の親日の背景にはこうした歴史的経緯があると述べている。また李登輝は、日台は現在のところ正式な外交関係がないため、経済・文化交流を強化すれば良いという意見が多く、経済・文化交流を促進して、日本人と台湾人の心の絆を深めることは重要であるが、日本人が中華意識に囚われて台湾を軽視した場合、日本は地政学的危機に陥ってしまい、まさしく日台は生命（運命）共同体なのであり、このことを日本人は常に意識して欲しいとしている。
台湾における教育改革にも心を砕き、「（国民党政権の）反日教育をやめさせ、台湾の子供たちに正しく日本と日本人を理解させなければ」と考え、1996年には新たな中学の教科書「認識台湾」を作らせた。それ以前の教育では大中華主義の歴史観で台湾の歴史や地理は教えず、また日本統治時代は一律に否定していたが、李登輝は戦前に普及した教育の制度やインフラ建設など日本の功績を認める記述を取り入れ、その結果、若い世代が日本に親しみを感じる傾向が強まったという。
靖国神社問題では2007年5月末から6月初旬にかけて訪日した際、日本外国特派員協会で開かれた記者会見で「“靖国問題”とは中国とコリアがつくったおとぎ話」と発言した。
台湾も領有権を主張する尖閣諸島を「沖縄県に属する日本固有の領土」であるとし、2008年9月24日には訪問先の沖縄で再び日本領土だと発言した。また、「おネエちゃんがきれいだからといって、私の妻だと言う人間がどこにいるのだ」「尖閣諸島周辺はよい漁場で、沖縄の漁民はかつて、同漁場でとった魚を台北に売りにきた。沖縄県当局は、日本が統治していた台湾の台北州に尖閣諸島周辺の管理を委託していただけ」「第二次世界大戦後、沖縄の行政権はアメリカが掌握し、その後、日本に返還された」「日本の自衛隊が、この海域の防衛に責任を持つことになったが、台湾の漁民は（尖閣諸島周辺で）操業することが習慣になっていたことから問題が発生した」「1972年になってから『尖閣諸島は中華民国領』と主張したことで、問題が発生した」「台湾が他人の場所に行って、魚がとれただけでも上出来だった。それを自分の『戸籍』に入れようとは、あまりにも幼稚」と、台湾が尖閣諸島の領有権を主張していることを皮肉ったという。李登輝の発言に対して中国のインターネットユーザーは、李登輝の発言の記事を掲載したサイト「環球網」にて、李登輝を「日本の犬」「売国奴」「まだ死んでいないのか」「特殊工作員を送り、一族皆殺しにして、子孫を根絶やしにしろ」などといった、李登輝に対する罵詈雑言が飛び交っているという。『文藝春秋』のインタビューで李登輝は「前にも言ったように、尖閣諸島は日本の領土だ。日本は道理に合わないことを言う中国に譲歩する必要はない」と語ったことについて、李登輝の発言に対して台湾当局関係者が即座に反駁し、台湾総統府の羅智強報道官は「李登輝氏の尖閣諸島は日本領という発言は歴史事実に反し、しかも国家主権を侵害している」、国民党の邱毅は「李登輝氏の政権はとっくの昔に終わったのだ。いつまでも発言するな！」と強く批判した。2013年5月、日本政府による尖閣諸島国有化について、「（中国は）周辺国への内政や領土干渉を繰り返すことによって、自分たちの力を誇示しているのである。こうした中国の動きを説明するのに、私は『成金』という言葉をよく使う。経済力を背景に、ベトナムから西沙諸島を奪い、南沙諸島でフィリピンが領有していた地域に手を出し、そして日本領土である尖閣諸島の領海、領空侵犯を繰り返す中国は、札束の力で威張り散らす浅ましい『成金』の姿そのものである。（中略）野田前首相の時代に尖閣諸島は国有化されたが、あのような手続きを行ったところで、どれほどの効果があるのか。国が買わないなら都で買う、と表明した石原慎太郎前都知事にしても、彼の個人的な意気を示すだけの話であったように思う。もともと尖閣諸島は日本国民の領土なのだから、日本政府は手続き論に終始せず、中国が手を出してくるなら戦う、ぐらいの覚悟を示す必要がある」と述べている。また李登輝は、中国人民解放軍は、陸軍には覇権を拡張する道がないため、海軍の強化に努めており、尖閣諸島周辺の領海・領空侵犯を繰り返して日本に揺さぶりをかけるが、軍事侵攻する可能性は低く、それは日本の同盟国であるアメリカ軍を恐れているからであり、従って中国は尖閣諸島の「共同管理」を突破口にして、太平洋に進出することを狙っており、中国による尖閣諸島の「共同管理」の申し出は断固拒絶すべきであると述べている。
2010年、下野していた自民党の一代議士だった菅義偉と浪人中の坂井学を台湾に招待し会談を行った際に「自民が政権に復帰した暁には日本と米国の安定した関係を保ちながらアジアの平和外交に貢献してほしい」と促したとされる。自民党幹部は当時を振り返り「野党とはいえそこそこの数の議員はいた。その中で菅さんを選び、浪人中の坂井さんまで招待者に含めた慧眼（けいがん）は驚きだ」としたたかな外交を評価した。
2010年に10月に訪台した安倍晋三の訪問を受け、当時在野であった安倍に対し「もう一度、首相になりなさい。いま、あなたのほかにリーダーはいない」と助言したとされる。李登輝は安倍晋三を高く評価しており、安倍が2013年3月13日にFacebookに東日本大震災における台湾の支援に言及して、「大切な日本の友人」と表現したことを「多くの台湾人が感動した」「歴代の日本の政治指導者がみせた『中国さまさま』の意識にとらわれることなく、激変する国際社会への対応を学んでいるようにみえる」と評している。
2013年4月10日に日本が調印した日台漁業協定について、「過去に日本は台湾に対して行き過ぎていたが、東日本大震災後に台湾は多くのお金を寄付したので、日本側は後に反省した。過去に日本はずっと台湾と漁業協議を署名しようとしなかったが、現在は作法を改善した。例えば、ワールド・ベースボール・クラシックの時に台湾代表チームは日本に試合に行ったが、日本の民衆も台湾チームのために応援した」 と語った。
李登輝は、921大地震に際して真っ先に駆けつけたのは日本の救助隊であり、また曽野綾子が会長を務めていた日本財団が3億円を寄付し、その授与式で李登輝は曽野綾子に対して、将来日本で何か起これば、真っ先に駆けつけるのは台湾の救助隊であると約束した。その後、東日本大震災が発生し、日本台湾交流協会を通じて救助隊の派遣を申し出たが、話がまとまらず、山梨県甲府市のNPOと話をつけて、救助隊を自力で被災地に向かわせたが、中国や韓国の救助隊は到着しており、到着後も「台湾からの救助隊を迎え入れる準備ができない」と外務省に言われる始末であり、「なぜ、当時の日本政府は台湾の救助隊を受け入れることを躊躇したのか。『台湾は中国の一部』とする中国共産党の意向を気にしたとされる。日本の台湾に対する気持ちはその程度のものだったのかと残念に思った。日本に何かあれば、台湾の救助隊がいちばんに駆けつけるという曽野氏との約束を果たせなかったことは、私にとって生涯の痛恨事である」と吐露している。
2014年、小学館発行の『サピオ』2014年2月号で、「中国という国は南京大虐殺のようなホラ話を世界に広め」、「韓国や中国は、自国の宣伝工作の一環として捏造した「歴史」を利用する。その最たる例が『慰安婦』だ」と主張。2015年、『Voice』で「台湾の慰安婦の問題は決着済み」と述べ、総統府スポークスマン陳以信に「無知ではなく冷血」、「もし李登輝が本当に慰安婦問題がすでに決着済であると考えているならば、自ら映画館に行って映画『蘆葦の歌』を見ていただきたい」と痛烈に批判された。
2015年8月には『Voice』2015年9月号へ寄稿した中で「70年前まで日本と台湾は『同じ国』だった…台湾が日本と戦った（抗日）という事実もない」、「当時われわれ兄弟は、紛れもなく『日本人』として、祖国のために戦った」と発言し（日本統治時代の台湾を指す）、国民党の憤激を買った。その一方で、同年9月13日に台湾の学生団体主催の講演会に出席した時は、日本統治時代を「（当時の）日本は外来政権」、「（台湾の人が）日本人の奴隷になったのは悲しい」などと語っている。
西田幾多郎の哲学に心酔しており、政治家として出処進退が問われる場面で西田哲学を拠り所にしていたと語っている。また、新渡戸稲造の『武士道』や夏目漱石の「則天去私」の思想にも大きな影響を受けていた。
2020年7月に登輝の死を報じた中国共産党系のタブロイド紙環球時報は、「日本は台湾の経済発展の基礎を築くのに多大な貢献をしたが、今では私の日本の友人の多くが、台湾に貢献した日本人のことを知らないのではないかと心配している」などの一連の発言に触れて、「日本人自身でさえ信じられないほどの、上記のような馬鹿げた、卑劣な、そしてどこか哀れな言葉は、ゴキブリが暖を取るために抱き合っているに過ぎない」などと誹謗した。
登輝は「ところで台湾をのぞいて、日本には真の友人がいるのかね」と言っており、「日本の真の友人は台湾だけ」であり、アメリカでも中国でもない、台湾を見ろと、アメリカと中国に頭が上がらない日本をシニカルに見ていたという評価もある。

### 訪日
「一つの中国」を国是とする中華人民共和国は、李登輝を「台湾独立勢力の象徴的人物」として危険視し、李登輝の訪日希望には査証を発給しないよう要求していた。ただし、李登輝は政界入り直後に日本の政治家と会談し、副総統時代にも査証発給の問題なしに訪日を実現した。2000年の総統退任以は、計9回にわたり来日。
2001年
2001年4月、持病の心臓病治療の目的で岡山県の倉敷市を訪問した。日本政府は人道的な措置として査証発給。この騒動を主な契機として同年12月に日本李登輝友の会が設立される。李登輝もインターネットを通じて講演を行った。李登輝が心臓病の治療のために訪日しようとした際、中国を怒らせることを恐れた河野洋平外相や外務省の反対により、なかなかビザが下りなかった。これについて、「義を見てせざるは勇なきなり」という武士道の精神を表す言葉があり、武士道は日本人にとって最高の道徳のはずであるが、このとき日本という国はほんとうにおかしくなっていると感じたと吐露している。その一方で、東日本大震災で日本国民がみせた節度ある行動や献身的な自己犠牲は、まさに武士道の精神そのものであり、武士道という言葉自体はいまの日本ではあまり使われなくなっていたとしても、その精神はけっして失われておらず、それを世界の人々が称賛したと述べている。
2002年（中止）
2002年10月、慶應義塾大学の学術サークル「経済新人会」が同大学の学園祭「三田祭」において講演を依頼したため、その依頼を受けて訪日する意向が伝えられた。当初、講演は問題なく実現するかにみられたが、11月7日に学園祭の実行委員会が講演を却下した。その後、会場を別にして講演が行われる予定だったが、日本政府が李登輝への査証の発給を拒否。訪日と講演は実現しなかった。講演予定だった内容は、11月19日付け産経新聞朝刊で「日本人の精神」と題して全文が掲載された。
2004年
2004年12月から翌年1月にかけて、家族ら（妻・文恵、長男の妻、孫娘・坤儀）を伴い、観光旅行として訪日した。その際「私人に対する査証を断る理由はない」として、査証が発給された。ただし、政治的行動をしないなどの条件を日本政府は求めたとされる。李登輝は、名古屋市、八田與一や西田幾多郎の出身地である金沢市、京都市を訪れた。京都では、京都帝国大学時代の恩師である柏祐賢と再会を果たしたほか、京都大学農学部を訪問したが、本部キャンパスの敷地へ入ることは認められず、入口から眺めるに終わった。これは、京都大学側が大学の自治を盾に警察官の入構を拒否したため、李登輝が警備上の理由から訪問を断念したという。
2007年
- 2007年5月から6月にかけて、かねて念願だった奥の細道を訪ねる目的で訪日し、東京・仙台・山形・盛岡・秋田などを訪問した。6月7日には、日本兵として戦死した兄や、3万人余りの台湾人日本兵戦死者のうち26,000人が奉られている靖国神社を参拝した。その際に登輝は同神社に対し「兄の霊を守ってくれることに感謝している」と述べた。日本三景の一つである松島では「松島や 光と影の 眩しかり」と自作の句を詠み、後に句碑が建立された。この時、芭蕉が松島で句作をしていないことにふれ、「私は詠んだ」と発言した。
- 日本政府は2005年3月以降、観光目的の台湾居住者の日本入国査証の免除を行っているため、今回の訪問では査証発給問題は発生しなかった。また訪日や靖国参拝などに対する中国側の反応も、日中関係に配慮してか今回は比較的抑制的であった。産経新聞の報道によれば、ハイリゲンダム・サミット で当初、中国側は登輝の訪日に激しく反発したものの、日本側が強い態度に出たところ矛を収め、何事もなかったかのように予定通り日中首脳会談が行われた。朝日新聞がこれについて「李登輝の影響力が低下」という旨の記事を載せたが、登輝と敵対する国民党幹部のインタビューのみを根拠としていたことで批判を浴びた。
- 6月9日、成田空港から離日の際に台湾独立反対派の在日中国人の男に、中身が入ったペットボトルを2本投げつけられた。男は空港警察官に現行犯で取り押さえられ、夫妻にけがはなかった。

2008年
2008年9月22日、沖縄で講演を行う目的で訪日した。翌9月23日には「学問のすゝめと日本文化の特徴」について講演した。講演では、日本は物質的な面での豊かさばかり重視するのではなく、日本文化の伝統の精神的側面である高い道徳心を重視し、福沢諭吉が『学問のすゝめ』の中で説いた道徳観を再構築すべきだと主張した。その中で「今の日本と台湾はともに指導者のいない状況だ」と発言し、暗に馬英九政権を批判した。
2009年
2009年9月、東京青年会議所と、塩川正十郎が理事長、江口克彦が副理事長を務める武士道協会の共催による講演のため訪日。会場の日比谷公会堂には、中條高徳、櫻井よしこ、江口克彦、小林よしのりなどの著名人が多数訪れた。このほか高知県なども訪れ、坂本龍馬ゆかりの場所（坂本龍馬記念館・坂本龍馬像など）を見学した。
2014年
大阪府、東京都、北海道
2015年
中華民国総統経験者として初めて国会施設で講演。福島県と宮城県も訪問。
2016年
石垣島
2018年
沖縄

### 訪台した日本の学生との交流
2009年12月18日に、台北市内で、訪台中の日本の高校生約100人を相手に『日本と台湾の歴史と今後の関係』をテーマに講演した。李は講演で「あなたたちの偉大な祖先の功績を知り、誇りに思ってほしい」「公に尽くし、忠誠を尽くした偉大な祖先が作り上げてきた『日本精神』を学び、あなたたちも大切にしてほしい」と述べた。
2010年3月24日、「第7回日台文化交流 青少年スカラシップ」の日本側研修団の表敬訪問を受けた。李は学生に対し「日本人は教育と政治の影響で否定的な価値観を持たされ、心理的な鎖国に陥っている。日本の気高い形而上学的・道徳的価値観と品格を大切にし、自らの歴史を肯定しなさい」と述べた。また、日本の台湾統治にも触れ「日本は植民地の形ではあったが台湾近代化に大きな貢献をした」と述べた。

### 弔問

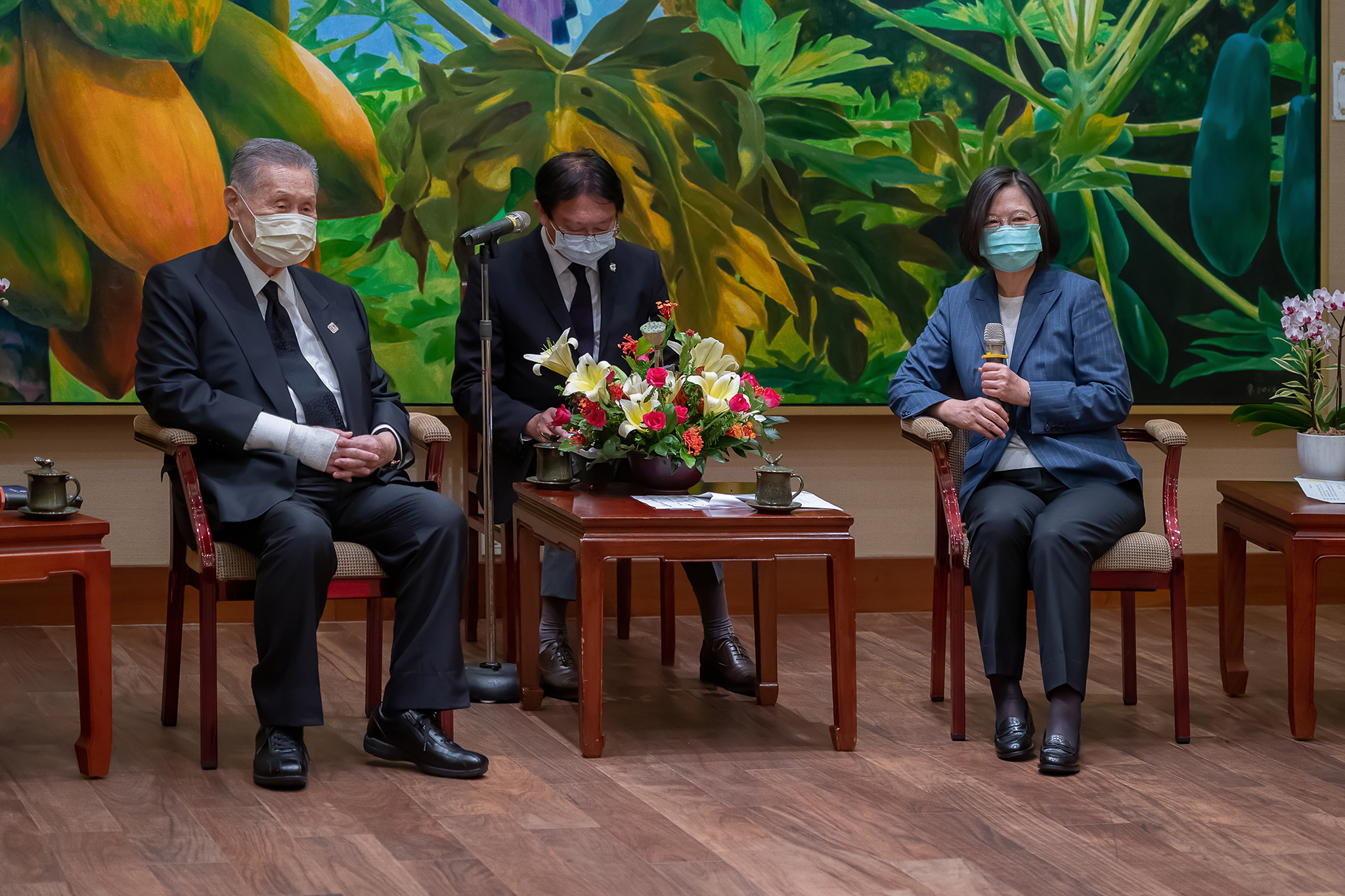
日本政府特使として訪台し、蔡英文総統と会談した森喜朗元首相（左側。2020年8月9日）

李登輝元総統の死去を受けて、日本では、2020年8月3日に東京都港区白金台の台北駐日経済文化代表処に弔問記帳台が設けられた。記帳台は東京のほか、大阪の弁事処や那覇分処･横浜分処･札幌分処にも設置された。
主な弔問者
- 麻生太郎 - 副総理・財務大臣
- 小泉進次郎 - 環境大臣
- 菅義偉 - 内閣官房長官
- 森喜朗 - 元首相
- 福田康夫 - 元首相
- 石破茂 - 衆議院議員、元地方創生担当大臣
- 岸信夫 - 衆議院議員、元外務副大臣
- 蓮舫 - 参議院議員
- 衛藤征士郎 - 元衆議院副議長
- 大橋光夫 - 日本台湾交流協会会長
- 沼田幹夫 - 前日本台湾交流協会台北事務所代表（駐台大使に相当）
- 老川祥一 - 読売新聞グループ本社代表取締役会長
- 坂東玉三郎
- 松田康博 - 東京大学教授

2020年8月9日、安倍晋三首相の意向にて弔問団の団長となった森喜朗らが追悼場が設置された迎賓館「台北賓館」を訪れ、弔意を表明。この台湾への弔問団は日本台湾交流協会と超党派議員連盟である日華議員懇談会が派遣。李登輝の死去後、海外から派遣された最初の弔問団となった。
主な弔問団メンバー
- 森喜朗 - 元首相
- 岸信夫 - 衆院議員、安倍首相の実弟
- 古屋圭司 - 日華議員懇談会会長

## 年譜
- 1923年1月15日、当時の台北県三芝郷埔坪村に生まれた。父の李金龍は警察官。母は江錦。一つ上の兄は李登欽。
- 1929年 - 淡水公学校入学。
- 1935年 - 淡水公学校尋常科卒業。
- 1936年 - 淡水中学校入学。
- 1940年 - 台北高等学校入学。
- 1943年 - 京都帝国大学農学部農林経済学科に入学。のち、学徒出陣。終戦時の階級は陸軍少尉。
- 1945年 - 2月15日、兄の李登欽がルソン島マニラ市のマニラ湾において戦死。享年24。大日本帝国軍人として靖國神社に祀られる。
- 1946年 - 台湾に帰って台湾大学に編入し学業を継続した。
- 1947年 - 二・二八事件が発生するが、難を逃れる。
- 1949年 - 2月、曽文恵と結婚。8月、台湾大学で農業経済学士の学位を取得し卒業し、同大学助手に。
- 1951年 - 中米基金奨学金を受けアメリカのアイオワ州立大学で農業経済学を研究する。
- 1953年 - アイオワ州立大学より農業経済学の修士号を取得。帰国後、台湾大学の講師に。
- 1954年 - 台湾省農林庁技師および農業経済分析係長を兼務。
- 1961年 - キリスト教に入信。
- 1968年 - アメリカのコーネル大学より農業経済学の博士号を取得して帰国。
- 1970年 - 国連よりタイのバンコクでの講演依頼をうけるが、要注意人物のため出国できず。
- 1971年 - 国民党入党。
- 1972年 - 行政院政務委員に就任。
- 1978年 - 台北市長に就任（当初行政院政務委員兼務）。
- 1981年 - 台湾省政府主席に就任。
- 1984年 - 副総統に就任。
- 1988年 - 1月13日、蔣経国総統の死去により総統を継承。
- 1995年 - 総統就任後初渡米し、母校コーネル大学で講演。
- 1996年 - 中華民国史上初の総統直接選挙を実施し勝利。
- 1999年 - 7月、ドイツの放送局によるインタビューに答え、「中国と台湾の関係は特殊な国と国との関係」であると定義し、中国共産党から強い反発を受ける。10月、『台湾の主張』で山本七平賞を受賞。
- 2000年 -　3月、総統選挙で国民党の連戦候補が惨敗した責任を取り、同党主席を辞任。12月、拓殖大学により名誉博士の称号を贈られた。
- 2001年 - 4月、心臓病治療のため訪日。岡山県倉敷市などを訪れた。7月、台湾団結連盟を立ち上げ、精神的指導者となる。9月、これが反党行為とみなされ、国民党を除名。
- 2002年 - 10月、慶應義塾大学の学術サークル「経済新人会」が同大学の学園祭「三田祭」での講演を依頼したため訪日する意向が伝えられる。11月、日本政府が李登輝のビザの発給を拒否したため、訪日と講演が中止になる。
- 2003年 - 12月12日、中央大学の学生主催のインターネット講演会で日本人向けの講演を行った。
- 2004年 - 12月27日、3年8カ月ぶりに訪日。
- 2007年 - 5月30日、約2年半ぶりに訪日。6月1日、第1回「後藤新平賞」受賞（後藤新平の会主催）。
- 2008年 - 9月22日、1年4カ月ぶりに訪日。11月23日、中正紀念堂で行われた拓殖大学学友会主催のアジア・ヨーロッパ学友大会で講演を行った。
- 2009年 - 9月4日、1年ぶりに訪日。
- 2011年 - 6月30日、公金横領と資金洗浄の罪で起訴される[67][68][69]。
- 2013年 - 11月15日、台北地方裁判所で無罪判決[126]。
- 2015年 - 10月27日、台湾で結成された新党「時代力量」の党員らと面会し助言を与えた[127]。
- 2020年 -  2月、自宅で牛乳を誤嚥し、入院。
- 2020年 - 7月30日、死去。97歳。病院が発表。

## 選挙記録
| 年度 | 選挙                  | 所属政党   | 得票数    | 得票率  | 当選 | 注釈       |
| ---- | --------------------- | ---------- | --------- | ------- | ---- | ---------- |
| 1990 | 第8期総統・副総統選挙 | 中国国民党 | 641       | 100.00% |      | [ 注釈 4 ] |
| 1996 | 第9期総統・副総統選挙 | 中国国民党 | 5,813,699 | 54.00%  |      |            |

## 主な著書
- 『愛と信仰　わが心の内なるメッセージ』早稲田出版、1989年
- 『台湾がめざす未来　中華民国総統から世界へのメッセージ』陳鵬仁 訳、柏書房、1995年
- 加瀬英明と共著『これからのアジア』 光文社〈カッパ・ブックス〉、1996年
- 『台湾の主張』PHP研究所、1999年。　／新編〈PHP文庫〉、2021年。
- 『台湾大地震救災日記』 PHP研究所、2000年
- 中嶋嶺雄と共著『アジアの知略　日本は歴史と未来に自信を持て』光文社〈カッパ・ブックス〉、2000年
- 小林よしのりと共著『李登輝学校の教え』小学館、2001年。　／〈小学館文庫〉、2003年。
- 『「武士道」解題　ノーブレス・オブリージュとは』 小学館、2003年。　／〈小学館文庫〉、2006年。
- 『李登輝実録　台湾民主化への蔣経国との対話』中嶋嶺雄（監訳）、産経新聞出版、2006年
- 『最高指導者の条件』PHP研究所、2008年。　／新版、2013年。　／改題『指導者とは何か』〈PHP文庫〉、2015年。
- 『日台の「心と心の絆」　素晴らしき日本人へ』宝島社、2012年
- 『李登輝より日本へ 贈る言葉』ウェッジ、2014年
- 『新・台湾の主張』PHP研究所〈PHP新書〉、2015年
- 浜田宏一と共著『日台IoT同盟 第四次産業革命は東アジアで爆発する』講談社、2016年
- 『熱誠憂国 日本人へ伝えたいこと』毎日新聞出版、2016年
- 『主のための証　李登輝の信仰告白』陳銘俊・陳忠正 訳、海鳥社、2020年。※日記
- 『愛する日本人へ　日本と台湾の梯となった巨人の遺言』門田隆将（監修）、宝島社、2020年

## 関連人物
- 黄昭堂（台湾独立運動家。台湾独立建国連盟主席）
- 金美齢（同上、評論家、上記の友人でもある）
- 司馬遼太郎（作家。『街道を行く 台湾紀行』で李登輝と対談）
- 中嶋嶺雄（監訳「李登輝実録」など交流があった）
- 小谷豪治郎（軍事学者、長年の交流があった）
- 小林よしのり（漫画家。李登輝とインタビューなどを通じて交流）
- 許文龍（奇美実業会長。李登輝の後援者）
- 柏祐賢（農学者。京大時代の恩師）
- 羽田亨（京大在学時の京大総長）
- 白暁燕（彼女の誘拐殺害事件にて「犯人らを発見次第問答無用で射殺せよ」との命令を発した）